# Phoebe cava
Phoebe cava là một loài bọ cánh cứng trong họ Cerambycidae.